# Ectima lirides
Ectima lirides är en fjärilsart som beskrevs av Otto Staudinger 1886. Ectima lirides ingår i släktet Ectima och familjen praktfjärilar. Inga underarter finns listade i Catalogue of Life.